# Список фильмов, осуждённых Легионом приличия
Ниже привёден список фильмов, осужденных Национальным легионом приличия — католической организацией Соединенных Штатов. Национальный легион приличия был основан в 1933 году и реорганизован в 1965 году в Национальное католическое бюро киноискусства (NCOMP). Под каждым из этих названий он оценивал фильмы в соответствии с их пригодностью для просмотра, присваивая код A, B или C; код C обозначал «Приговорённые». Рейтинг C выставлялся с 1933 по 1978 год. Рейтинги Легиона применялись к фильмам, снятым в Соединенных Штатах, а также к фильмам, импортированным из других стран. Поскольку Легион рассматривал фильмы при выпуске для распространения, он обычно оценивал неамериканские фильмы через несколько лет после их проката в стране происхождения, а иногда и спустя годы. Например, он присвоил рейтинги фильмам «Сезар 1936 года» Марселя Паньоля в 1948 году и «Голубой ангел» Марлен Дитрих 1930 года в 1950 году.
Организованные легионом бойкоты сделали рейтинг C угрозой для беспрепятственного распространения и проката фильмов. В некоторые периоды цель Легиона заключалась в том, чтобы угрожать производителям рейтингом C, требовать пересмотра, а затем присудить пересмотренный рейтинг B. В других случаях Легион, предпочитая избегать дурной славы и огласки, некоторым фильмам отказывал в пересмотре рейтинга с C до B, что привело к самоцензуре в отрасли и позволило достичь целей Легиона с меньшим количеством публичных конфликтов. Например, «Трамвай „Желание“» Элиа Казана был сокращен на 4 минуты, чтобы избежать рейтинга C. Также Билли Уайлдер вырезал части оригинальной картины, чтобы избежать рейтинга C для фильма «Зуд седьмого года». «Спартак» подвергся аналогичному редактированию.
Большинство осуждаемых фильмов были сняты за пределами Соединенных Штатов для аудитории, которая в основном была неамериканской и неанглоязычной. Из 53-х фильмов, которые Легион поместил в свой список запрещенных к 1943 году, только « Преступник» Говарда Хьюза был произведением крупной американской студии и не получил широкого распространения. После того, как «Луна — голубая» (1953) и Baby Doll (1956) получили рейтинг C, прошло десять лет, прежде чем ещё два крупных голливудских фильма получили рейтинг C: Ростовщик (1964) и Поцелуй меня, глупенький (1964).
Часто сообщается, что фильмы осуждались в общих чертах, то есть их критиковали или даже осуждали, если они не получали рейтинг «С» Легиона. Некоторые полагаются на список фильмов, которые были осуждены в начале 1930-х годов Архиепархией Чикаго до появления рейтинговой системы Легиона Приличия . Телеканал TCM, например, запланировал фестиваль «Фильмы, осуждённые католическим легионом приличия», в список которого вошли несколько фильмов, не получивших от Легиона оценки C. 

## 1936 г
- Адольф Армстронг, шведский фильм (Adolf Armstarke).
- Extase или Ecstasy, фильм из Чехословакии.
- Les Amours de Toni, французский импортный фильм режиссёра Жана Ренуара.
- Карнавал во Фландрии, французский фильм
- Игра с душами, которую газета The New York Times назвала «так называемым разоблачением порочного рэкета».[7]
- Опасная жизнь, производство British International Pictures.
- «Ловушки молодости», возможно, альтернативное название «Марихуана».
- Личная жизнь Генриха VIII
- Whirlpool (1935 film)[фр.] французский фильм, первоначально называвшийся Remous.

## 1937 г
- Убийца молодежи, эксплуатационный фильм о марихуане[8].
- Club de femmes, производство Франции.
- Damaged Goods, выпущенная компанией Grand National Films Inc., второстепенным продюсером-дистрибьютором, работавшим с 1936 по 1939 год. Также распространялся как Брак запрещён.
- Damaged Lives, эксплуатационный фильм о венерических заболеваниях.
- Ложь Нины Петровны, фильм из Франции, ремейк немого кино 1929 года.
- Лукреция Борджиа, французская историческая драма режиссёра Абеля Ганса.[9]
- Рабы в неволе, эксплуатационный фильм о проституции.[10]

## 1938 г
- Дети Солнца
- Human Wreckage, фильм о сексуальной эксплуатации и венерических заболеваниях, также распространяемый как Sex Madness.
- Неосмотрительность, французская комедия от Саши Гитри.
- Орейдж, импорт из Франции, который Легион называет Л’Ораж.
- The Pace That Kills, эксплуатационный фильм об употреблении кокаина.
- Пуританин, импорт из Франции.
- Race Suicide, эксплуатационное кино о проституции и абортах.
- Расплата за грех, эксплуатационный фильм о проституции.

## 1939 г
- «Человек-зверь», французский фильм, изначально называвшийся La Bête Humaine, режиссёр Жан Ренуар.
- «Le Jour Se Lève» или «Рассвет», французское произведение режиссёра Марселя Карне, осуждено за «общую атмосферу мерзости и ненормальности».
- Last Desire (1939 film)[фр.], импорт из Франции и Италии.
- Безумная молодежь, эксплуатационный фильм.
- Распутин, французский импортный фильм под руководством Марселя Л’Эрбье.
- Reefer Madness, эксплуатационный фильм о марихуане.
- Грешные дочери
- «Smashing the Rackets» — американская постановка, основанная на начале карьеры Томаса Дьюи.
- «С улыбкой», французский фильм режиссёра Мориса Турнера.

## 1940 г
- Hôtel du Nord, французский импортный фильм под руководством Марселя Карне.
- The Kiss of Fire[фр.], импорт из Франции
- Плеть Penitentes, эксплуатационный фильм от Гарри Ревьера.
- «Веселые жены», импорт из Чехии.
- «Пепе ле Моко», французский импортный фильм режиссёра Жюльена Дювивье с Жаном Габеном в главной роли.[11]
- «Души в пешке», фильм о сексуальной эксплуатации, один из нескольких, снятых Мелвиллом Шайером.
- Украденный рай, также выпущенный как «Подростковый возраст» и осужденный Легионом под этим названием.
- Странный груз, изначально осужденный.[12] Metro-Goldwyn-Mayer внес изменения, и Legion изменил свой рейтинг на «не вызывает возражений для взрослых».[13]
- Это явление, называемое любовью, первоначально осуждалось за то, что оно не отражало «христианскую концепцию брака»; Легион изменил рейтинг до B после того, как Columbia Pictures удалила пятнадцать строк диалогов, идентифицированных Легионом, как вызывающие возражения.
- «Да здравствует Мексика!», документальный фильм, составленный по кадрам Сергея Эйзенштейна. Легион назвал этот рассказ о мексиканской истории «идеологическим извращением предмета в угоду целям марксистского коммунизма».[14]

## 1941 г
- Город греха[8]
- Фильм о сексуальной эксплуатации « Борьба с белой работорговлей».
- Девять бакалавров, импорт из Франции.
- Девушка от Максима, импортированная из Великобритании.[8] Легион постановил: «Порок изображается привлекательно, добродетель высмеивается».
- No Greater Sin, фильм о сексуальной эксплуатации, о кампании по предотвращению распространения венерических заболеваний.
- Le Roi, французский импорт.
- Двуликая женщина, последний фильм Греты Гарбо, первоначально осуждённый за «аморальное и нехристианское отношение к браку и его обязательствам; нагло наводящие на размышления сцены, диалоги и ситуации; [и] вызывающие мысли костюмы».[15][16] В течение месяца Metro-Goldwyn-Mayer внесла изменения, достаточные для того, чтобы Легион повысил свой рейтинг до B.[17] [d]
- Volpone (1941 film)[фр.], французский фильм режиссёра Мориса Турнера.

## 1942 г
- Остров страсти, мексиканский импортный фильм, поставленный Эмилио Фернандесом в роли Исла-де-ла-Пасион.[8]

## 1943 г
- es[англ.]
- Child Bride, также представленный под названием Dust to Dust, фильм-эксплуатация о браке несовершеннолетних.
- Признания вице-барона.
- Tentaciòn, испанский импорт под руководством Фернандо Солера.
- Изгой, вестерн, продюсер и режиссёр Ховард Хьюз, первоначально осудили. После пересмотра рейтинг изменился на B.

## 1945 г
- «Мама и папа»,[19] фильм о сексуальной эксплуатации, целью которого является обучение сексуальной гигиене.

## 1947 г
- Черный Нарцисс, британский импорт из команды Пауэлла и Прессбургера, рассказывающий об англиканских монахинях, которым бросает вызов жизнь в экзотической среде; изначально осужден.[19] Легион реклассифицировал его как A-II (морально неприемлемо для взрослых) после исправлений «всех отпечатков этого фильма».
- Forever Amber, когда компания 20th Century Fox столкнулась с проблемами распространения из-за рейтинга C, её президент Спирос Скурас убедил Legion отменить пикеты и кампанию бойкота, сделав сокращения в фильме, добавив «безобидный пролог» и сделав «унизительные» публичные извинения «Легиону».
- Nais, импорт из Франции.[20]

## 1948 г
- Бандит, итальянский импортный фильм с Анной Маньяни в главной роли.
- «Сезар», французское произведение, импортированное Марселем Паньолем из 1936 года, в котором Легион обнаружил «непочтительное и кощунственное обращение с религиозными обрядами».
- Dedee, французский импортер, осуждённый за «низкую атмосферу» и «грязность».[21]
- «Дьявол во плоти», импорт из Франции, осуждённый за «сочувственное изображение противоправных действий».[22]
- Fric-Frac, французский импортный продукт, произведённый десятилетием ранее.[23]
- «Гений и соловей», итальянский импортный фильм, выпущенный в 1943 году и названный « Мария Малибран», биографический фильм о сопрано Марии Малибран (1808—1836).
- «Неисправимый», шведская импортная (Rötägg) режиссёра Арне Маттссона .
- Веселая погоня, итальянская импортная (La resa di Titì) с Россано Браззи в главной роли.
- «Пассионель», французский фильм 1947 года Роджера Блина, также известный как « Pour une nuit d’amour», первоначально осудили. Оценка B после редакций для копий, распространяемых в США и Канаде.
- «Комната наверху», французский импортный фильм с Марлен Дитрих и Жаном Габеном в главных ролях.
- Грехи отцов, канадский импорт.
- Уличный уголок, эксплуатационный фильм.
- Мучение, 1944 г. Шведский фильм по сценарию Ингмара Бергмана, первоначально осужденный.[24] При пересмотре рейтинг был изменён на B для печатных изданий, распространяемых в США
- When Love Calls[итал.], итальянский романтический мюзикл.

## 1949 г
- Дьявольский сон, фильм-эксплуатация[25].
- Германия, Year Zero, импорт из Италии от режиссёра Роберто Росселлини .
- Голливудский бурлеск, снятый перформанс Голливудского театра в Сан-Диего.
- Just a Big Simple Girl[фр.], французский импортный товар осуждён как «полностью лишённый моральной составляющей»[26].
- Розина, дитя любви, фильм из Чехии[27].
- История Боба и Салли, эксплуатационный фильм.
- The Wench[фр.], импорт из Франции.

## 1950
- Горький рис, фильм из Италии (Riso Amaro), первоначально был осуждён[28] за «наводящие на размышления ситуации и костюмы. Самоубийство в развязке.»[8]
- Голубой ангел, новый выпуск фильма 1930 года с Марлен Дитрих в главной роли.
- Пуля для Стефано итальянский фильм с Россано Брацци в[29]
- Flesh Will Surrender, фильм ииз Италии.
- Джиджи, французский импортный фильм с Даниэль Делорм в главной роли.
- Hoboes in Paradise[фр.], импорт из Франции.
- «Паническое бегство в джунглях», которое, согласно Легиону, «претендует на то, чтобы быть документальным и образовательным по своему характеру», но осуждено за обращение с его предметом, «местными обычаями и привычками».
- Любители Вероны, импорт из Франции.
- Манон, французская импортная; Легион заявил, что «оправдывает аморальные действия».[30]
- Нет орхидей для мисс Бландиш, британского гангстерского фильма.
- О, Амелия, привозка из Франции.
- Французский импортный парижский вальс.[31]
- a Royal Affair (film)[фр.], французский импортный фильм с Морисом Шевалье в главной роли.[32]
- Скандалы с Clochemerle, французский фильм.
- The Sinners[фр.], французский фильм, режиссёр Жюльен Дювивье .[33]
- Los Olvidados (также известный как Молодые и Проклятые), мексиканский фильм режиссёра Луиса Бунюэля .[34]

## 1951 г
- Behind Closed Shutters, импорт из Италии.[35]
- Это Forever Springtime, импорт из Италии.[8]
- Латуко, фильм о сексуальной эксплуатации в форме антропологического псевдодокументального фильма о племени в Судане, более известном как народ Лотуко.
- Возвращение любовника, французский импорт.[36]
- «Мари дю Порт», французская импортная, с Жаном Габеном в главной роли.[37]
- Мисс Джули, привозка из Швеции.
- Paris Nights (film)[фр.], импорт из Франции.[38]
- Ворон, импорт из Франции. [e]
- «Ла Ронд», французский импортный фильм режиссера Макса Офюльса с Симоной Синьоре в главной роли.[39]
- Scarred, итальянская импорт с Анной Маньяни в главной роли.[40]
- Она должна была сказать нет!,[41] фильм об опасности марихуаны.
- «Пути любви», зонтичное название, используемое для распространения трех фильмов на иностранном языке, которые Легион осудил как группу.[42] Основным фильмом, как по продолжительности, так и с точки зрения вызванных им противоречий, был фильм Роберто Росселлини « Чудо» (1948), распространенный в Европе под названием L’Amore с сопутствующим фильмом «Человеческий голос», также созданным Росселлини. Двумя другими короткометражными фильмами, включенными в «Пути любви», были " День в деревне" Жана Ренуара (1936) и " Джофрой " Марселя Паньоля (1933).
- Белый груз, французский фильм, распространяемый Beverly Pictures .[43] Перечислен Легионом Приличия как французский белый груз.

## 1952 г
- О любви и бандитах, импорт из Италии.[8]
- The Savage Triangle[фр.], импорт из Франции.[44]
- The Strollers (film)[фр.], импорт из Франции.[45]
- The Thrill That Kills, импорт из Италии, также известный как кокаин.[46]
- «Женщины без имен», импорт из Италии.[36]

- Girls Marked Danger, импорт из Италии.[8]
- Луна синяя, комедия Отто Премингера для United Artists. Также отказано в утверждении Производственного кодекса.[47]
- Le Plaisir, французский импортный фильм-антология, режиссер Макс Офюльс.
- Семь смертных грехов, французско-итальянская постановка.[48]
- Три запретные истории, импорт из Италии.[49]
- Times Gone By, итальянский импорт.[50]

## 1954 г
- Кровать, импорт из Франции.
- Французская линия, мюзикл RKO с Джейн Рассел в главной роли, осужден за «крайне непристойное, вызывающее и непристойное действие, костюмы и диалоги». Легион заявил, что он «способен оказывать серьезное, злое влияние на тех, кто ему покровительствует, особенно на молодежь».
- Эдемский сад, фильм о сексуальной эксплуатации, действие которого происходит в колонии нудистов .[51]
- Карамоджа, фильм о сексуальной эксплуатации.
- Мадемуазель Гобете, итальянка, которая, по словам Легиона, «постоянно пребывает в фарсовом представлении о добродетели чистоты».
- «Одно лето счастья», импорт из Швеции.[52]
- Sensualità, итальянский импорт с Марчелло Мастроянни в главной роли.[53]
- Summer Interlude, шведская импортированная версия, режиссер Ингмар Бергман . Осужден под названием « Незаконная интерлюдия» .[54]
- Нарушение, криминальная драма США.[55]
- Мы хотим ребенка!, датский импорт.[56]

## 1955 г
- Очаровательные существа, импорт из Франции.[8]
- Отчаянные женщины, фильм Majestic Pictures ; Легион заявил, что «полностью игнорирует существенные и сверхъестественные ценности, связанные с вопросами такого рода».
- Муж для Анны, импортный итальянский.
- «Я — камера», британский импорт, осужденный Легионом[57] за его «базовый сюжет, характеристики, диалоги и костюмы».
- Игра любви, французская импортная.[58]
- Рифифи, импортируемый из Франции, поначалу осуждался; получил B после «существенных изменений».
- Сын Синдбада, РКО фильм описывается как «вызов достойному уровню театрального развлечения» и «подстрекательство к преступности среди несовершеннолетних».[59]

## 1956 г
- И Бог создал женщину, французская импортная постановка Роже Вадима с Брижит Бардо в главной роли.[8]
- Baby Doll, продюсеры Элиа Казан и Теннесси Уильямс ; Легион назвал его предмет «морально отталкивающим как по тематике, так и по трактовке» и заявил, что «сцены жестокости в фильме унизительны и развращают».
- Полог травы, греческий импортный фильм, который Легион обвинил в «чистом анимализме», первоначально назывался Аgiouпа, to koritsi tou kampou .
- Female and the Flesh, также выпущенный как The Light Across the Street ; Французский фильм.
- Fruits of Summer[фр.], фильм из Франции.[60]
- Письма из моей ветряной мельницыфильм режиссера Марселя Паньоля .[61]
- Красивая жена Миллера, фильм из Италии.
- Passionate Summer (1956 film)[фр.], совместное производство Франции и Италии.[62]
- Россана, мексиканский фильм.
- «Обнаженная ночь», шведская импортированная продукция режиссера Ингмара Бергмана, также распространялась как Sawdust and Tinsel .[63]
- Грехи Борджиа, французский фильм.[64]
- Стелла, фильм из Греции, с Мелиной Меркури в главной роли.
- Stain on the Snow[фр.]Снежный, был Черным.
- Нана, французский импортный фильм.
- Женщина из Рима, импортированный фильм из Италии.[65]

## 1957 г
- The Flesh is Weak, фильм из Великобритании.
- Mademoiselle Striptease, французский фильм, также распространяемый как Please! Мистер Бальзак.
- Горничная из Парижа, привозка из Франции.
- Mitsou, французский импорт.
- «Ночные небеса пали», французское импортное произведение.
- «Улыбки летней ночи», шведский импортный фильм от Ингмара Бергмана; осужден за «явный упор на незаконную любовь и чувственность».
- Неукротимая молодежь [f]

## 1958 г
- Герои и грешники, французский импорт.[8]
- «Любовник леди Чаттерлей», французский импортный фильм с Даниэль Дарье в главной роли.
- Лиана, богиня джунглей, импортированная из Германии.
- Любовь — моя профессия, французское импортное произведение.
- Французский импортный напиток «Любители Парижа», изначально « Пот-Буй» и основанный на одноименном романе Золя.
- Вопрос о прелюбодеянии, британская драма, осужденная за оправдание искусственного оплодотворения .

## 1959 г
- «Третий пол», немецкий фильм, режиссер Вейт Харлан; также известный как « Сбитая с толку молодежь» или « Отличающийся от меня и тебя», первоначально « Das dritte Geschlecht» .[66]

## 1960 г
- Захватывающий дух французского режиссера Жан-Люка Годара .[5]
- Ни разу в воскресенье — греческий фильм режиссера Жюля Дассена .
- Оскар Уайльд, британский импортный фильм с Робертом Морли в главной роли.
- Британский импортный фильм «Испытания Оскара Уайльда» с Питером Финчем в главной роли.[67]

## 1961 г
- L’Avventura, Антониони "s 1960 итальянский фильм был признан"абсолютно неприемлемым","грубо наводит на мысль и порнографический по замыслу". В «Легионе» заявили, что «тема этого фильма раскрывается в атмосфере полной моральной двусмысленности».[68]
- Холодный ветер в августе
- Жюль и Джим
- Виридиана[5] Ватикан выразил протест, когда этот фильм получил главный приз Каннского кинофестиваля .[69]

## 1962 г
- Boccaccio '70[70] Легион возражал против его «явно наводящей на размышления концентрации на неприличных костюмах, ситуациях и диалогах». К этому времени Легион принял политику не пересматривать рейтинг фильма после того, как он был широко распространен, даже если он был пересмотрен, но в этом случае Легион допустил, что рейтинг фильма С не будет действительным после того, как фильм будет отредактирован для телетрансляции.[71]

## 1963 г
- 8½, фильм Федерико Феллини .
- Презрение (Le Mépris), франко-итальянский фильм, режиссер Жан-Люк Годар

## 1964 г
- Поцелуй меня, тупица, продюсер и режиссер Билли Уайлдер .[72]

## 1965 г
- Ростовщик осужден «по той единственной причине, что в фильме использовалась нагота».[73]

## 1966 г
- Blowup[74] Первый англоязычный фильм Микеланджело Антониони.

## 1967
- Пляжный красный[75]
- Торопитесь на закате[74]
- Пентхаус
- Отражения в золотом глазу
- Долина кукол

## 1968 г
- Годовщина
- Барбарелла[76]
- Французский фильм « Птицы в Перу» с Джин Сиберг
- Бостонский душитель
- Темнота Солнца
- Deadfall
- Хороший, плохой, злой
- Если он кричит, отпустите его!
- Джоанна
- Дама в цементе
- Легенда о Лайле Клэр
- Волхв (фильм)
- Продюсеры
- Ребенок Розмари
- Тайная жизнь американской жены
- Сладкая поездка
- Выходные, французский импортный фильм, режиссер Жан-Люк Годар

## 1969 г
- Первоапрельские дураки
- Боб и Кэрол, Тед и Элис
- Мне любопытно (желтый)
- Убийство сестры Джордж
- Марлоу

## 1971 г
- Билли Джек
- Заводной апельсин
- Дьяволы
- Последний киносеанс

## 1972 г
- Лечение Кэри[5]
- Розовые фламинго

## 1973
- Скиталец Высоких Равнин
- Последнее танго в Париже[77]
- Лемора, Детская сказка о сверхъестественном[5]
- Плетеный человек

## 1975 г
- Шоу ужасов Рокки Хоррора

## 1976 г
- Кэрри
- Месть Джей Ди
- Примета
- Преступник Джози Уэльс
- Водитель такси

## 1978 г
- Рассвет мертвецов
- Ледяные замки[5]
- Красивый ребенок
- В то же время, в следующем году

### Комментарии
1. ↑  Sova nevertheless describes Ecstasy as "one of the few foreign films to earn a 'C' (condemned) rating from the Catholic Legion of Decency."[2]
2. ↑  Other Catholics proposed announcing only lists of films approved for viewing so as not to publicize the names of films judged unsuitable for viewing. Those backing this strategy, such as the Diocese of Brooklyn, used a list drawn up by the Federation of Catholic Alumnae.[4]
3. ↑  Three 1933 films included by TCM were not rated by the Legion: Design for Living, Baby Face, and Wild Boys of the Road. Others misrepresent the Chicago list of the product of the Legion of Decency as well.[6]
4. ↑  The New York Times described the resulting film as "slightly laundered". It said "this ancient fable of the wife who parades as her own gaudy twin sister to get her husband back" was altered at the Legion's insistence by "the insertion of a telephone call wherein the husband learns in advance of his wife's intended deception."[18]
5. ↑  Likely the 1943 French film.
6. ↑  The Legion says a revised version of this film was rated B but does not mention an earlier rating, presumably C.